# 嚴瑞龍
嚴瑞龍（？—1751年），字凌雲，四川閬中人，清朝官員。

## 生平
嚴瑞龍為康熙五十七年（1718年）進士，選庶吉士，散館授編修。雍正十三年（1735年），因累功升任巡視台灣監察御史。他任內一方面減少平埔族熟蕃的差役，一方面嚴懲攻擊民兵的生蕃。乾隆元年（1736年）任滿，升任湖南按察使。乾隆十五年（1750年），他彈劾湖廣總督唐綏祖，遞升湖北巡撫。十六年（1751年）五月，經查證嚴所呈報皆為誣告，遭斬立決。